# Полярный (Якутия)
Полярный (якут. Полярнай) — село в Мирнинском районе Республики Саха (Якутия) Российской Федерации. Входит в городское поселение город Удачный.

## География
Расположен примерно в 15 км южнее Северного полярного круга, в верховьях реки Мархи.
Климат
- Среднегодовая температура воздуха — −11,8 °C
- Относительная влажность воздуха — 74,7 %
- Средняя скорость ветра — 3,2 м/с

## История
Согласно Закону Республики Саха (Якутия) от 30 ноября 2004 года N 173-З N 353-III село вошло в образованное муниципальное образование «Городское поселение город Удачный».

## Население
| 2002 | 2010 | 2021 |
| ---- | ---- | ---- |
| 429  | ↘0   | →0   |

## Инфраструктура
аэропорт Полярный, расположен в 9 км от г. Удачный.

## Транспорт
Автомобильный и воздушный транспорт.